# Conolophia melanothrix
Conolophia melanothrix är en fjärilsart som beskrevs av Louis Beethoven Prout 1915. Conolophia melanothrix ingår i släktet Conolophia och familjen mätare. Inga underarter finns listade i Catalogue of Life.